# ناحیه قادریه
ناحیه قادریه (به عربی: دائرة قادریة) یک ناحیه در الجزایر است که در استان بویره واقع شده‌است.